# Uriel Sebree Hall
Pour les articles homonymes, voir Hall.
Uriel Sebree Hall, né le 12 avril 1852 à Huntsville (Missouri) et mort le 30 décembre 1932 à Columbia (Missouri), est un homme politique américain, membre de la Chambre des représentants des États-Unis.

## Biographie
Fils de William Augustus Hall (en) et neveu de Willard Preble Hall (en), il est diplômé du Mount Pleasant College d'Huntsville en 1873. Surintendant des écoles de Moberly, il fonde une Académie qu'il préside à Prairie Hill, Missouri (en) puis étudie le droit et est admis au barreau en 1879. Il exerce alors à Moberly jusqu'en 1885, date à laquelle il s'engage dans des activités agricoles près de Hubbard, Missouri (en).
Démocrate, il est élu aux cinquante-troisième et cinquante-quatrième congrès (4 mars 1893 - 3 mars 1897). Président du Pritchett College de 1905 à 1917, il fonde en 1918 le Hall West Point-Annapolis Coaching School à Columbia qu'il supervise et préside jusqu'en 1930, année de son départ en retraite.
Il est inhumé au cimetière d'Oakland à Moberly (Missouri).